# U-379
U-379 — средняя немецкая подводная лодка типа VIIC времён Второй мировой войны.

## История
Заказ на постройку субмарины был отдан 16 октября 1939 года. Лодка была заложена 27 мая 1940 года на верфи Ховальдсверке, Киль, под строительным номером 10, спущена на воду 15 октября 1941 года, вошла в строй 29 ноября 1941 года под командованием капитан-лейтенанта Пауля-Хуго Кеттнера.

### Флотилии
- 29 ноября 1941 года — 30 июня 1942 года — 8-я флотилия (учебная)
- 1 июля 1942 года — 8 августа 1942 года — 1-я флотилия

### История службы
Лодка совершила один боевой поход, потопила 2 судна суммарным водоизмещением 8904 брт.
Потоплена 8 августа 1942 года в Северной Атлантике к юго-востоку от мыса Фарвель, Гренландия, в районе с координатами 57°11′ с. ш. 30°57′ з. д. тараном и глубинными бомбами британского корвета HMS Dianthus. 40 человек погибли, пятеро спаслись.

### Волчьи стаи
U-379 входила в состав следующих «волчьих стай»:
- Wolf 13 июля — 21 июля 1942

### Командир
Пауль-Хуго Кеттнер, ранее командовавший U-142, был командиром U-379 на протяжении всей её карьеры. По воспоминаниям выживших моряков он был крайне непопулярен среди своего экипажа, тщеславен, суеверен и ленив. Бремя командования за него, по сути, несли первый вахтенный офицер и главный механик, а дисциплина поддерживалась фельдфебелями и ветеранами, у некоторых из них было 7 походов и более.